# Sången från fängelset
Sången från fängelset, italiensk-tysk film från 1938.

## Om filmen
Filmen är inspelad i studio i Rom. Den hade världspremiär i Finland den 22 april 1938 och svensk premiär den 2 september 1940, åldersgränsen är 15 år.

## Rollista (komplett)
- Beniamino Gigli - Ettore Vanni
- Maria Cebotari - Fiamma Appiani
- Peter Bosse - Mario
- Hans Moser - Geraldi
- Michael Bohnen - Cesare Doret
- Hilde Hildebrand - Riccarda Doret
- Josef Dahmen
- Alfred Gerasch
- Herbert Gernot
- Hilde Maroff
- Philipp Lothar Mayring
- Rio Nobile
- Max Paetz
- Werner Pledath

## Musik i filmen
- Ninna nanna della vita, musik av Bruno Cherubini, text av Cesare A. Bixio
- Ti voglio tanto bene, musik av Ernesto De Curtis, text av Domenico Furnò